# Hjógo Prefekturális Múzeum
A Hjógo Prefekturális Múzeum (兵庫県立美術館, Hepburn-átírásban: Hyōgo Kenritsu Bijutsukan) kifejezetten a környék művészeti múzeumaként épült Nada-ku városrészben, Kóbe városban, Hjógo prefektúrában, Japánban. Az intézmény 2002-ben nyitotta meg kapuit a közönség előtt.

## Történeti áttekintés
Az épület a kóbei tengerparton helyezkedik el, a Rokko hegység északi oldala, a Szeto beltenger és a kikötő déli része között. A múzeum az 1995-ben sok életet követelő, és a város nagy részét elpusztító kóbei földrengés utáni újjáépítési terv keretében készült. Az építész, Andó Tadao, a múzeumot az azzal szemközti, tengerre néző, szintén általa tervezett, Nagisza parkkal egyesítette. A két létesítmény összekapcsolásával a tervező célja az volt, hogy helyreállítsa a tenger és a város kapcsolatát, amit a katasztrófa tönkretett, így a múzeum és a park is a földrengésben elpusztult Hjógo kikötő területén kapott helyet. Andó Tadao, más munkáitól eltérően, az épületnek egy szigorú és méltóságteljes stílust választott, ami biztonság, erő és maradandóság érzetét kelti, ezzel is ellensúlyozva lesújtó képet, amelyet a terület nyújtott a katasztrófa után.

## Építészeti áttekintés

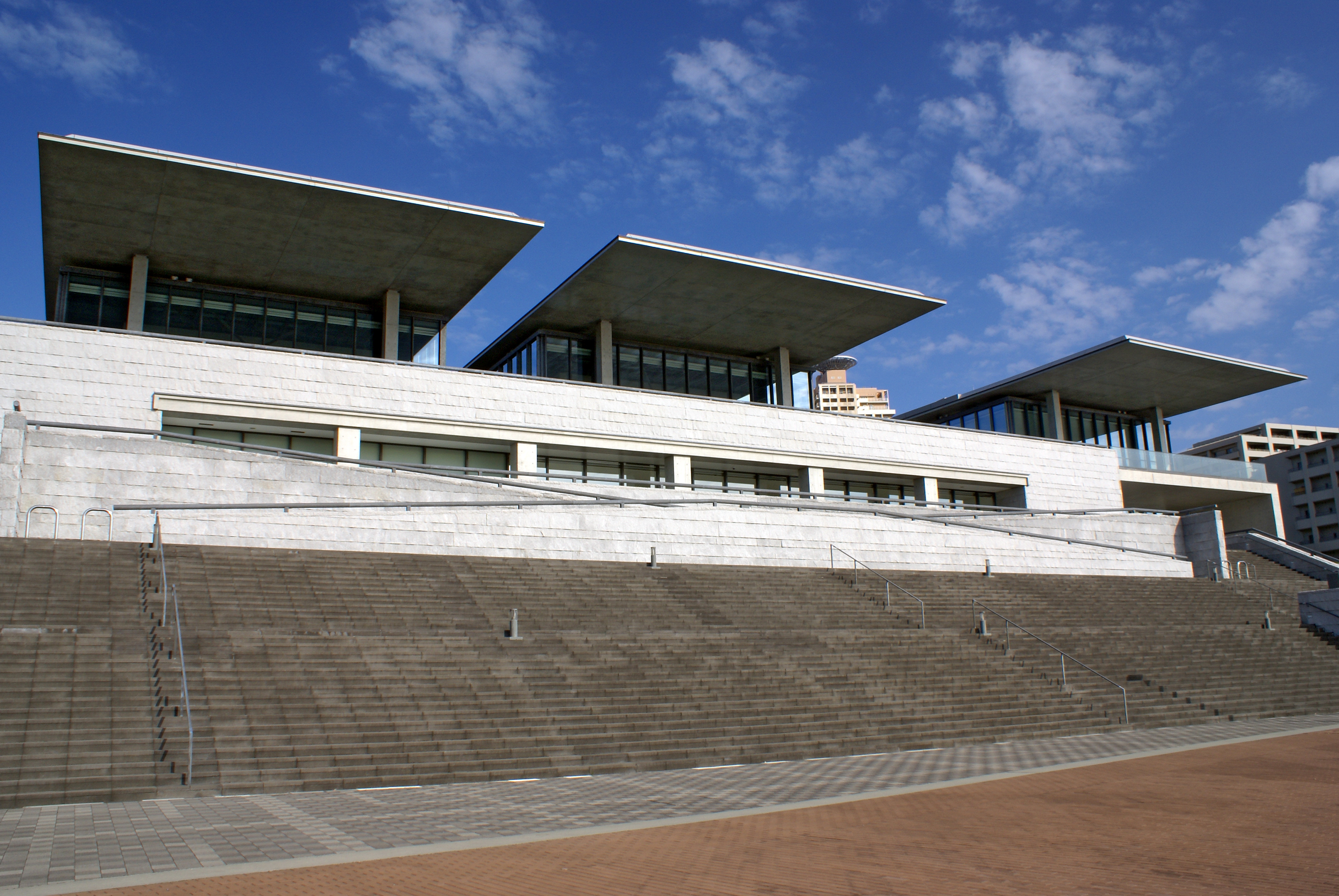
A Hjógo Prefekturális Múzeum homlokzata

A múzeumot három téglalap alakú blokk alkotja, amelyek egymással párhuzamosan helyezkednek el. A tengerpartról közterekből, rámpákból és széles lépcsőkből emelkedik ki a fehér gránit alapzat. A téglatest alakú épületek hosszanti oldalai észak-déli tengelyen fekszenek. Ugyanúgy a hosszanti oldalakon, külső köztereket falak választják le, így keretezve az elénk tárló kilátást, amely a közeli hegyekre, Kóbe városára és a tengerre irányul. Ugyanakkor a múzeum homlokzati oldala óriási üvegablakok által vizuálisan nyitott a tenger felé. Itt lapos, betonból készült, táblaszerű tető nyúlik a szabadtéri területek fölé, így egy meghitt teraszt létrehozva ahonnan kertek és lépcsők nyúlnak a tengerpartra. A tervező ezt a megoldást választotta az épület tömörségének ellensúlyozására. Ezzel ellentétben az épület hátsó oldala, amely a  városi forgalom felé irányul, egészen zárt megjelenésű, sötétszürke fém védőburkolat fedi. A múzeum oldalában elhaladó járda mellé pedig egy barázdás, egyenetlen felületű kő boltív került, így kontrasztot teremtve az épület többi, fényes felületével. A múzeum hátsó oldal egy elegáns gyalogos felüljárón is megközelíthető. Az épületek közül a galériaszárny jobban elkülönül a többiektől, így egy átjárót képezve a múzeumon ezzel összekötve mind vizuálisan, mind fizikálisan a Kóbe-hegyeket a tengerrel. Ezt az átjáró hidak, függőutak keresztezik, így könnyen elérhetővé válnak a különböző múzeumi területeket. Ezen kívül még egy világítóudvar is található itt, ami összetett csigalépcső formában vezet természetes fényt a  különböző emeletekre és a parkolóba. Ez a lépcső, hasonlóan más kitűnő részletekkel  egyetemben, amelyeket az építész munkásságából megszokhattunk, kecsességet ad az épület szigorúan kivitelezett formakincséhez. Mind a három épületegység magába foglal újabb beton egységeket, ezek közé tartoznak az állandó és időszaki kiállítótermek, a stúdiók és az előadóterem. Az épületrészeket közösségi és pihenőterek kötik össze, amelyeket fények és árnyékok váltakozása tesz élővé. A Hjógo Prefekturális Múzeum belseje figyelemreméltóan minimalista. A tervező mértékletessége szín és anyaghasználatával (beton, kő, acél, üveg) kihangsúlyozza a tér és fény méltóságát, utóbbit úgy irányítva, hogy azok az épület belső terében különböző tónusokkal különböző benyomást keltsenek, ezzel tökéletes kiállítóteret biztosítva a modern művészetnek, ami olykor nemcsak igen színes, de különleges és harsány formákat is ölthet.

## Műalkotások

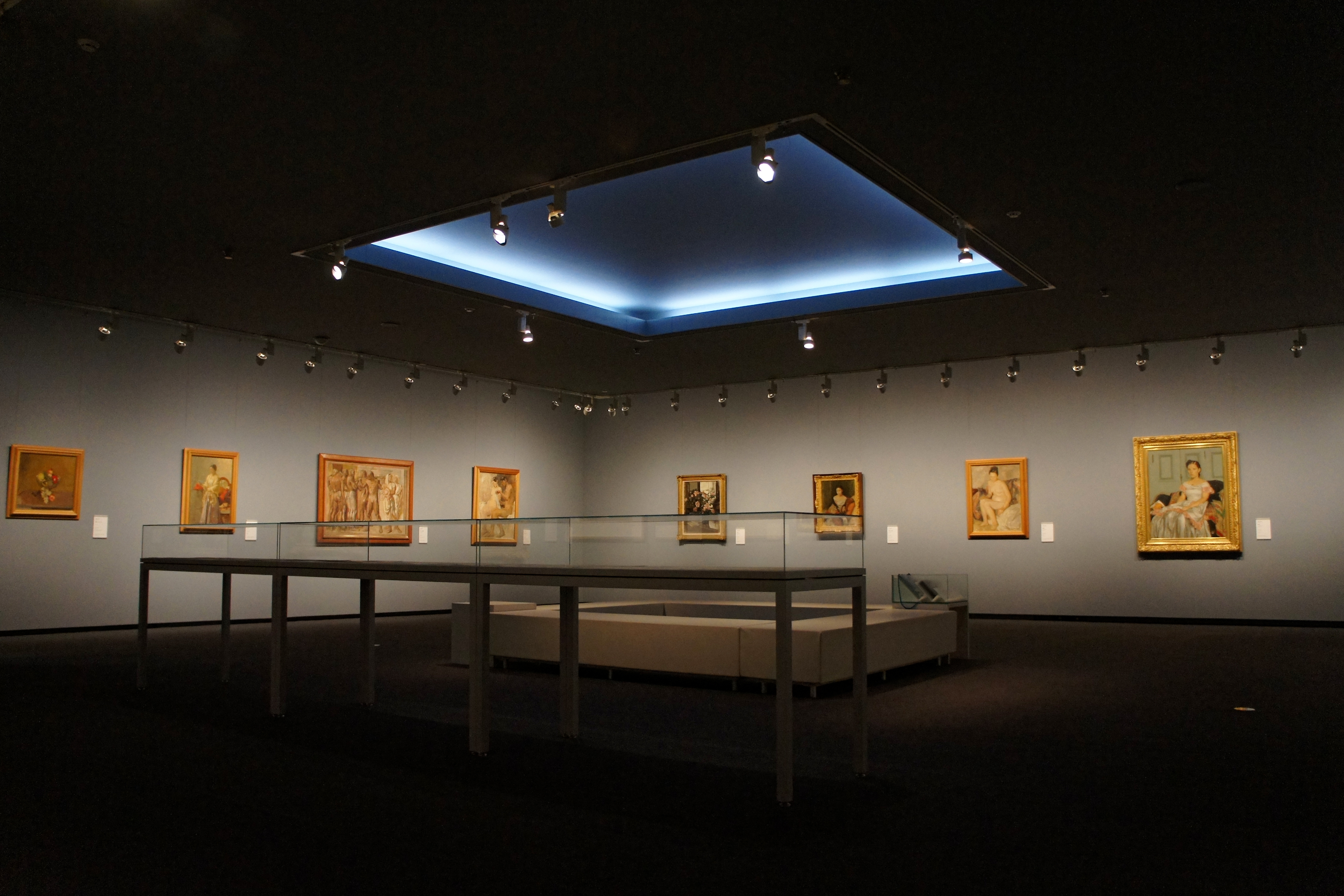
Kiállítóterem

A múzeum műkincsét nagy részben japán és külföldi szobrok, metszetek, Hjógo prefektúrával kapcsolatos japán és nyugati stílusú festmények, illetve japán modern és kortárs mestermunkák alkotják. Az összegyűjtött műalkotások száma a hétezer darabot is meghaladja.

### Hjógo prefektúrával kapcsolatos nyugati stílusú festészeti gyűjtemény
A múzeum birtokában, a két Hjógo prefektúrai kötődésű festő, Kanajama Heizo és Koiszo Rjohei számos munkája található. A gyűjteményben tartoznak  Sirataki Ikunoszuke, Vada Szanzo és Aojama Kumadzsi Ikuno-csoban született művészek munkái is. Ezen kívül a gyűjtemény részét képezik még Hajasi Sigejosi, aki Kóbéba költözött európai útja után és Koide Narasige aki élete utolsó szakaszát Asijában töltötte. Továbbá Iida Miszao és Aszahara Kijotaka rövid munkásságuk alatt festett, de jelentős kifejezésmóddal bíró festményei is a múzeum gyűjteményébe tartozik. A tárlat nem Hjógo prefektúrában élő, de azzal kapcsolatban álló művészei David Burliuk, az orosz futurizmus atyja, akinek a Családi portré című alkotása és Goszei Abe A katonákat búcsúztató emberek című képe a múzeum tulajdona.
Nyugati stílusú gyűjtemény további alkotói: Honda Kinkicsiro, Dzsinnaka Itoko, Rjüszei Kisida, Narasige Koide, Okada Szaburoszuke, Szótaró Jaszüi, Maeta Kandzsi, Sugai Kumi.

### Hjógo prefektúrával kapcsolatos japán stílusú festészeti gyűjtemény
Hjógo prefektúra mindig is kreatív és biztos táptalajt nyújtott az itt élő művészek számára éppen ezért az itt nevelkedett művészek teszik a prefektúra művészetét eltérővé a kiotói művészethez képest, amit a japán stílusú festészet központjának tartanak. Murakami Kagaku ezen művészek képviseli a Rokko hegységet és Buddha képeket festett. Ő utolsó éveit Hanakuma városrészben, Kóbéban élte le, ahol egyébként a gyerekkorát is töltötte. Ezen kívül Higasijama Kaii munkái is gazdagítják a gyűjteményt, aki mély érzelmeket felidéző módon örökítette meg a tenger és a hegy tájképét. A festő Mitani Tosiko híres az eleven nőábrázolásairól amikkel szintén a múzeum gyűjteményben találkozhatunk.
Japán stílusú Hjógo prefektúrával kapcsolatos festmény gyűjtemény további alkotói: Kagaku Murakami, Takeucsi Szeiho,Tomioka Tesszai,  Hasimoto Kanszecu, Mizukosi Sounan,  Jamasita Maki, Dzsikihara Kjokuszei.

### A külföldi szobrászati gyűjtemény
A múzeum megnyitásától kezdve a szobrok központi szerepet töltöttek be mind a kiállásokon, mind a gyűjteményekben. A múzeum szisztematikusan gyűjti a külföldi alkotásokat, hogy így áttekintést nyújtson a modern szobrászat megalapítója, Auguste Rodin szobraitól Jean Arp, Ossip Zadkine, Naum Gabo, Alberto Giacometti és Henry Moore műveiig. George Segal és Constantin Brâncuși művei teszik teljessé a gyűjteményt, amelyek az új épületbe való költözés alkalmából adtak hozzá.
Külföldi szobrászati gyűjtemény további alkotói: Edgar Degas, Paul Gauguin, Aristide Maillol és Marino Marini,

### A japán szobrászati gyűjtemény
A modern szobrászatra Japánban jelentős hatással volt az európai szobrászat, például Auguste Rodin munkái is. A második világháború után egymást követően új kifejezési formák alakultak ki, válaszul a különböző tengerentúli irányzatokra. A múzeum széleskörűen gyűjtött munkákat szobrászoktól, akik a modern és a kortárs művészetet képviselik. Ilyen alkotók közé tartozik Janagihara Jositacu, Funakosi Jaszutake, Szato Csurjo, Horiucsi Maszakazu, Ueki Sigeru és Singu Szuszumu. A japán műalkotások ugyanúgy az állandó kiállítás részét képezik, mint a tengerentúli munkák.
Japán szobrászati gyűjtemény további alkotói: Munakata Sikó és Jodoi Tosio.

### A külföldifametszet-gyűjtemény
A mind a japán, mind a külföldi fametszetek, csakúgy mint a szobrok, fontos részét képezi a gyűjteményének. A múzeum különféle alkotók munkáit gyűjti a modern és a kortárs időszakból is. Ilyen alkotók közé tartozik Francisco José de Goya y Lucientes, Édouard Manet, Jasper Johns, Andy Warhol, Vaszilij Vasziljevics Kandinszkij, Pablo Picasso. Ezen kívül James Ensor és Max Ernst szenvedélyes munkáit a gyűjtemény fénypontjának tekintik.

### A japánfametszet-gyűjtemény
Az ukijo-e, azaz a japán fametszet kezdetben meghatározta a japán művészeti világot. A nyugati művészet beáramlása után a modern művészeti időszakban kifejezésmódok nagy választéka alakult ki. A gyűjteményben a japán művészet története követhető a moderntől a kortárs alkotásokig. Ezen alkotók közé tartozik Kobajasi Kijocsika, aki átlépte a tradicionális tájképábrázolás kereteit, Kavasze Haszui, aki megalkotta a sinhangát, egy újfajta nyomtatott művészeti formát, Taninaka Jaszunori és Kavanisi Hide, akik mindketten rendkívüli kreativitással alkottak. Rajtuk kívül Hasegava Kijosi, Hamada Csimei és Ikeda Maszuo munkái külföldön is nagy elismertségre tettek szert.
Japán fametszet gyűjtemény további alkotói: Higasijama Kaii, Kobajasi Kokei és Inoue Yasushi.

## Intézmény struktúrája
- Időszaki kiállítótermek 1-3
- Állandó kiállítótermek 1-6
- Kanayama Heizo emlékterem
- Koiso Ryohei emlékterem
- Előadóterem
- Előcsarnok
- Művészeti információs központ
- Galéria
- Stúdió 1-2
- Étterem
- Kávézó

## Galéria
- A múzeum város felőli oldala
- Hátsó oldal kőboltozata
- Belső lépcső
- Kiállítóterem
- Függőút
- Terasz a homlokzati oldalon
- Gyalogos felüljáró a múzeum hátsó oldalán
- Csigalépcsős világítóudvar
- Folyosó
- Az épületek közötti út átjáró hídja
- A múzeum boltja